# 블레어 윌리엄스
블레어 리처드 윌리엄스(영어: Blair Richard Williams, 1992년 1월 10일 ~ )는 대한민국에서 활동하고 있는 오스트레일리아 사람이다. JTBC의 비정상회담 22회에는 호주 대표 다니엘 스눅스의 하차와 테라다 타쿠야의 불참으로 인해 일일비정상으로 출연하였으며 28회부터 52회까지 고정 패널로 출연했다. 그리고 100회특집에 게스트로 다시 출연하였다. 그리고 같은 방송사인 JTBC의 내 친구의 집은 어디인가의 한국 부여군편과 호주편, 독일편에 출연하였다.

## 학력
- 퀸즐랜드 대학교 국제경영학, 한국어학과 학사

## 방송 출연
- 《비정상회담》 (JTBC, 2014년)
- 《내 친구의 집은 어디인가》(JTBC, 2015년)
- 《어서와~ 한국은 처음이지?》 (MBC every1, 2018년)